# آدام کریک
آدام کریک (انگلیسی: Adam Kreek؛ زادهٔ ۲ دسامبر ۱۹۸۰) قایقران روئینگ اهل کانادا بود.